# Dillenia indica
Dillenia indica este o specie din genul Dillenia, nativă în China și în zonele tropicale din Asia.

## Descriere

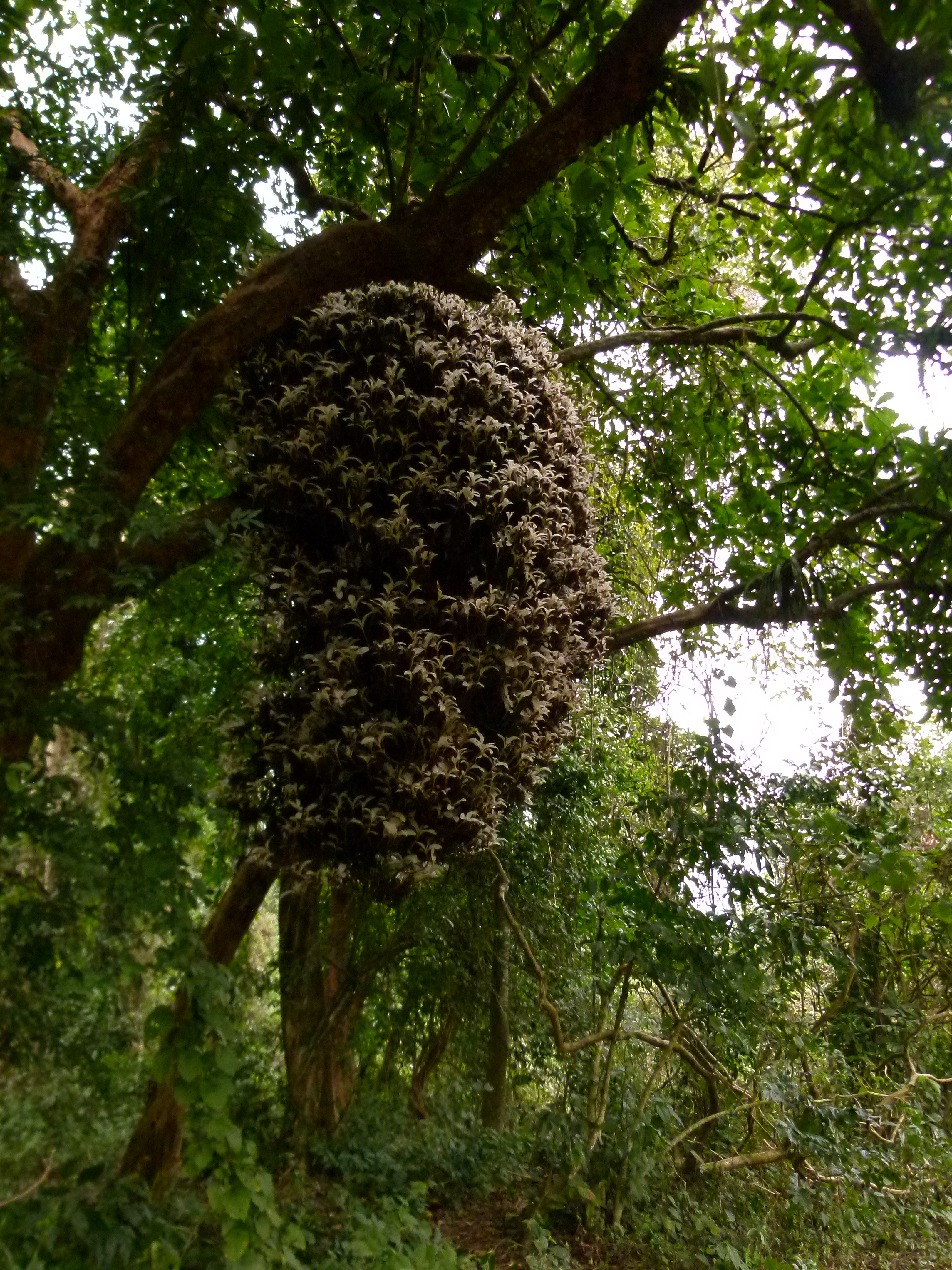
Dillenia indica în Rezervația de Tigri Pakke, Arunachal Pradesh, India

Dillenia indica este un arbust sempervirescent sau copac de dimensiune mică spre medie, care crește până la circa 15 m. Frunzele au 15–36 cm lungime, cu o parte încrețită vizibil și cu nervuri ieșite în evidență. Crengile sale sunt folosite ca lemne de foc. Florile sunt mari, de 15–20 cm în diametru, cu cinci petale albe și numeroase stamine galbene. Fructele sale rotunde sunt mari, galbene-verzui, au multe semințe și sunt comestibile. Fructul are 5–12 cm în diametru, cuprinzând 15 carpele, fiecare dintre acestea conținând 5 semințe încorporate într-o pulpă comestibilă, dar fibroasă.

## Taxonomie
Dillenia indica a fost una dintre numeroasele specii descrise pentru prima dată în anul 1759 de către Carl Linnaeus în cea de-a zecea ediție a lucrării sale Systema Naturae.

## Ecologie
Dillenia indica produce un fruct mare și tare care este accesibil doar megaerbivorelor. Un studiu din Rezervația de Tigri Buxa efectuat de către ecologiștii Sekar & Sukumar a arătat că elefanților asiatici le plac în mod special fructele de D. indica; prin urmare, acești elefanți sunt distribuitori importanți ai semințelor acestui copac. Din cauza posibilei extincții a elefanților, acest copac a dezvoltat un sistem de rezervă, în care fructele acestei plante sunt accesibile doar megaerbivorelor, iar după ce cad la pământ se usucă ușor în timpul sezonului uscat pentru a fi accesibile și animalelor mai mici precum macacii, rozătoarele și veverițele.

## Foloase
Fructul pulpei are un gust acru și este folosit în bucătăria indiană la curry, gemuri (ouu khatta) și jeleuri.
Pentru că este o sursă principală de hrană a elefanților, a maimuțelor și a cerbilor, culegerea acestui fruct din zonele de bază ale pădurilor este interzisă. Comercializarea acestui fruct este la rândul ei interzisă pentru a preveni deteriorarea lanțurilor trofice ale pădurii.